# Ineni
Ez a cikk a főépítészről szól, a királynét lásd itt: Ineni (királyné).

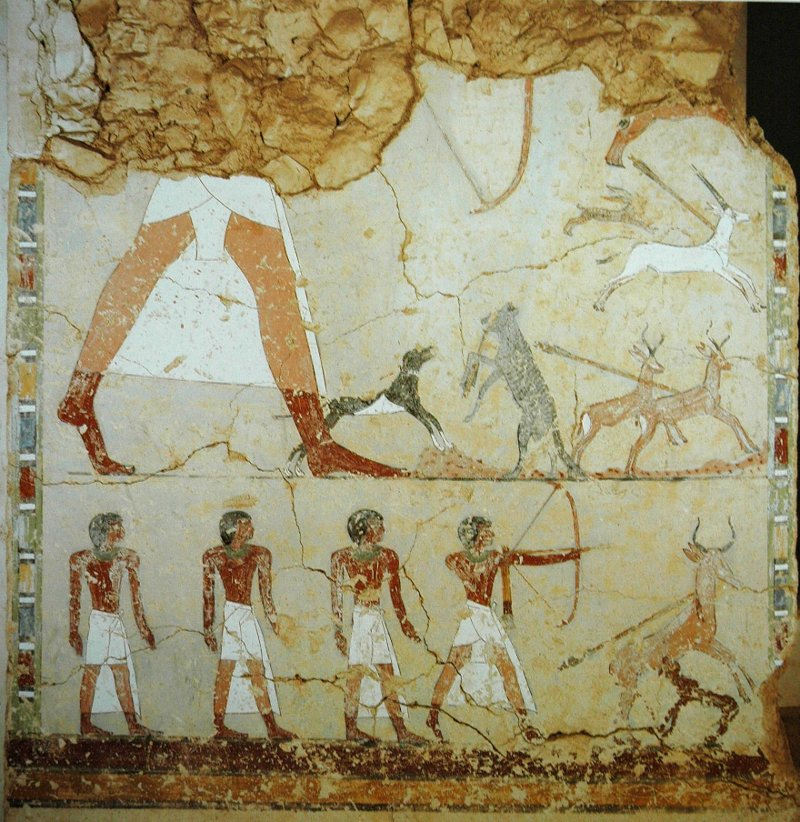
Ineni (bal felső, részben hiányos) vadászjelenetben a sírjában

Ineni királyi főépítész volt az ókori egyiptomi XVIII. dinasztia idején. Több fáraót – I. Amenhotep, I. Thotmesz, II. Thotmesz, III. Thotmesz és Hatsepszut – is szolgált.
Ineni azon kívül, hogy főépítész volt, számtalan címet viselt: nemesember volt, Ámon magtárainak felügyelője, Théba polgármestere, a karnaki kincstár munkásainak felügyelője. Építészként I. Amenhotep alatt indult a pályája, a karnaki templomhoz bárkaszentélyt és új kincstárat épített, emellett valószínűleg ő felügyelte a fáraó sírjának és halotti templomának építését is. I. Thotmesz idején a karnaki templom tovább bővült Ineni felügyelete alatt, megépült a negyedik és ötödik pülón, számos udvar és szobor, emellett befejeződött az I. Amenhotep alatt megkezdett kincstár. A hükszoszok feletti győzelem emlékeként oszlopcsarnok épült Karnakban. Ineni nevéhez fűződik I. Thotmesz sírjának (KV20, valószínűleg az első sír a Királyok völgyében) valamint obeliszkjének építése.
Hatsepszut uralkodása alatt megjelent egy új építész, Szenenmut, és a királynő Deir el-Bahari-i templomának építését már ő kapta meg, Ineni azonban számos más építkezést felügyelt és valószínűleg a többihez is kikérték a véleményét. Ineni még Hatsepszut és III. Thotmesz közös uralmának 7. éve előtt meghalhatott, mert a 7. év végére fáraóvá koronázott Hatsepszutot még csak királynéként említi sírjában. Sírjául egy, a XI. dinasztia idejében készült, befejezetlen thébai sírt választott, melyet középbirodalmi stílusban fejezett be. Ma TT81 néven ismert. Ide írta fel önéletrajzát, mely 1905-re már nagyrészt elpusztult; szerencsére még a 19. században lemásolták.
Ineni valószínűleg szeretett kertészkedni; sírjában felsorolják a több száz fát, ami a kertjében volt. A sírban ezen kívül életnagyságúnál nagyobb szobrok ábrázolják Inenit, feleségét, Tuját, apját, az idősebb Inenit és lánytestvérét, Ahhotepet.

## Külső hivatkozások
- Ineni sírja (angol)